# 漢福德區

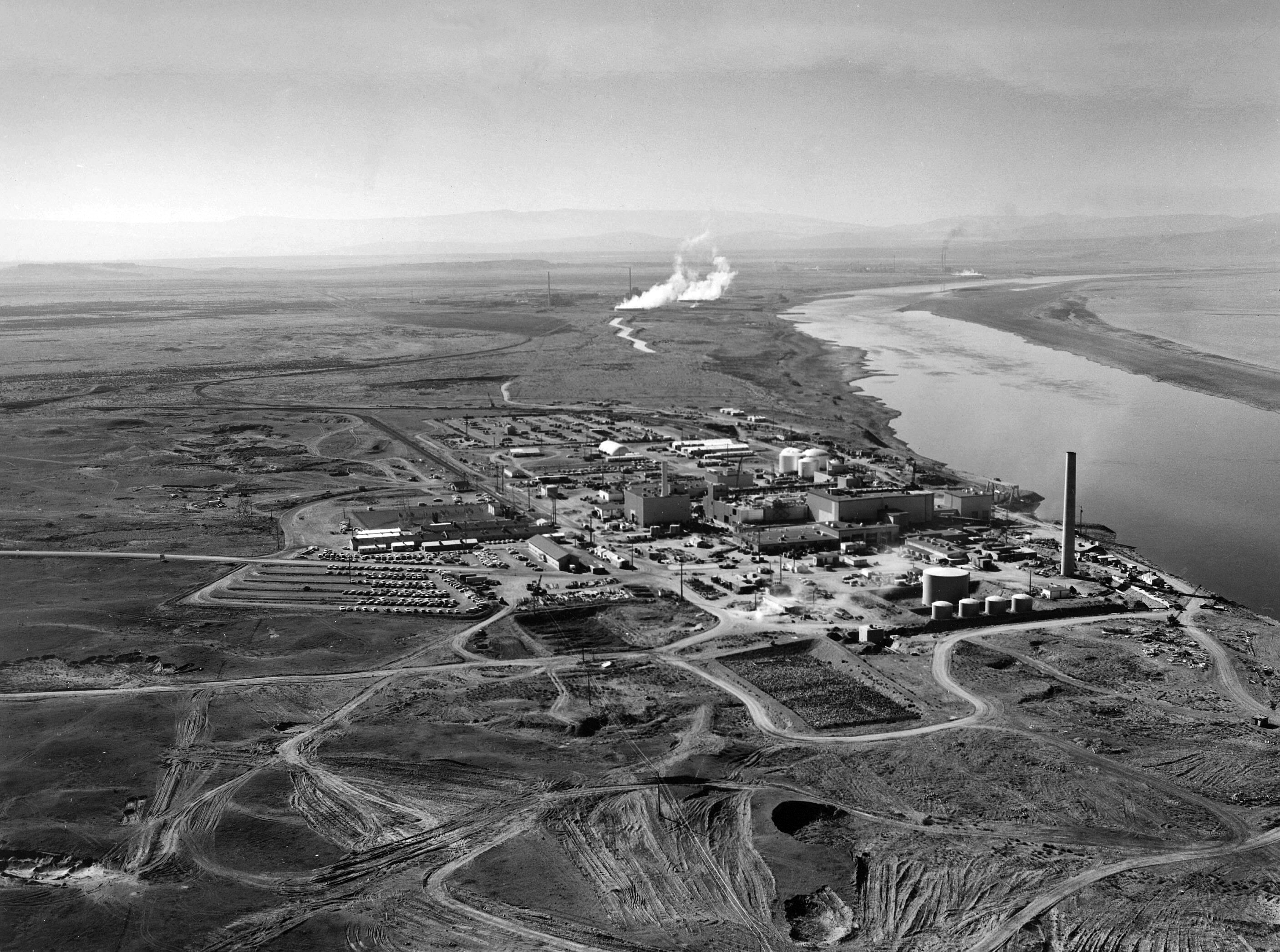
1960年1月沿著哥倫比亞河岸排列的核反應堆在漢福德廠區。照片裡可以看到 N反應爐（N Reactor）、KE和KW反應爐及世界上第一個以鈽運作的核反應爐歷史悠久的 B反應爐（B Reactor）。

漢福德區（英語：Hanford Site），位於美國華盛頓州哥倫比亞河畔漢福德鎮，由美國聯邦政府設置與管理，用來處理各種核能廢料產物，是美國最大的放射性核廢料處理廠區。這個地區有許多別名，例如漢福德計劃（Hanford Project）、漢福德工廠（Hanford Works）、漢福德工程工廠（Hanford Engineer Works）或漢福德核能儲存地（Hanford Nuclear Reservation）。它於1943年建立，最早是曼哈顿计划的一部份。在此地，興建了B反應堆，是世界上第一個以鈽運作的核反应堆。冷戰期間，美國在此地建造核子武器。在冷戰結束後，成為核能廢料儲存地。因為長期在此製造核能產品，曾经一度漢福德區成為美國遭核能污染最嚴重的廠區。现已经演变为美国能源部所属西北太平洋国家实验室。

## 地理位置
位於美國華盛頓州本頓縣（中心位置46°38′51″N 119°35′55″W / 46.64750°N 119.59861°W），漢福德區佔地1,518平方公里，約等於羅德島州的一半。

## 外部連結
- 漢福德區官方網站